# Anillo topológico

## Definición de anillo topológico
Un anillo topológico es un anillo {\displaystyle R} dotado de una topología {\displaystyle \tau } de tal manera que las aplicaciones:
{\displaystyle {\begin{array}{cccc}+:&R\times R&\longrightarrow &R\\\,&(a,b)&\mapsto &a+b\\\end{array}}}
y
{\displaystyle {\begin{array}{cccc}\cdot :&R\times R&\longrightarrow &R\\\,&(a,b)&\mapsto &a\cdot b\\\end{array}}}
son continuas (usando en los productos cartesianos las respectivas topologías producto) respecto a la topología {\displaystyle \tau }.

## Definición alternativa
1. R es un anillo algebraico
2. R es un espacio topológico
3. Las operaciones algebraicas definidas en R son continuas en el espacio topológico R[1]

## Propiedades
Una aplicación h de un anillo topológico R en un anillo topológico R' se llama homomorfa si es una aplicación homomorfa del anillo algebraico R  en anillo algebraico R'  y una aplicación continua del anillo topológico R en un anillo topológico R'.
el conjunto de todos los elemento del anillo R que son aplicados por el homomorfismo h en el cero del anillo R' se llama núcleo de este homomorfismo.
Este núcleo del anillo topológico R es un ideal del anillo algebraico R y un cerrado del espacio topológico R.

## Definición de cuerpo topológico
Un cuerpo topológico es un anillo topológico en el anillo que R es un cuerpo, y además la aplicación 
{\displaystyle {\begin{array}{ccc}R\setminus \{0\}&\longrightarrow &R\setminus \{0\}\\x&\mapsto &x^{-1}\end{array}}}
es continua para la topología {\displaystyle \tau }.